# Карл Петерс (фильм)
«Карл Петерс» (нем. Carl Peters) — антибританский национал-социалистический пропагандистский фильм, снятый Гербертом Зельпином в 1941 году.
Исторической моделью фильма послужила колониальная деятельность основателя колонии в Восточной Африке Карла Петерса.
Кинолента стала итогом сотрудничества режиссёра Герберта Зельпина и писателя Эрнста фон Заломона, который с конца 1930-х годов обратился к теме немецких поселенцев, осваивавших отдалённые уголки планеты. Этот сюжет встречается в его романах «Экспресс-Конго» и «Каучук» (этот роман был экранизирован в 1938 году Эдуардом фон Борзоди). Кроме этого, режиссёр Герберт Зельпин некоторое время был ассистентом Георга Вильгельма Пабста, который считался одним из лучших специалистов по съемкам приключенческих фильмов, действие которых происходило в экзотических странах. Кроме этого Зельпин уже в качестве режиссёра пять раз сотрудничал со звездой немецкого кино актёром Хансом Альберсом. Тот же в 1934 году снялся в «первом немецком колониальном фильме» «Всадники Восточной Африки». Над декорациями фильма работал художественный руководитель Фриц Моришат. Он был снят на студии «Бавария» в Мюнхене и на студии «Баррандов» в Праге.
Премьера фильма состоялась 21 марта 1941 года. После окончания войны по настоянию англичан фильм был запрещён.

## История
Это биографический фильм о Карле Петерсе, одном из основателей Германской Восточной Африки, действие которого происходит в то время, когда он находится под следствием Рейхстага за ненужную жестокость. Вместо этого Петерс открыто призывает к глобальной политике колониализма и завоеваний, что, по его словам, потребует выдачи карт-бланша таким жестокосердым людям, как он сам.
Он защищает свою политику применения казни без суда для предотвращения восстания туземцев, которое, как он настаивает, парламентарии не могли предотвратить.
Парламентарии, которые все изображены как евреи, отказываются принять это объяснение, демонстрируя предполагаемые опасности демократии, конституционной монархии и всех других политических систем, в которых игнорируется принцип фюрера.

## Сюжет
Карл Петерс по окончании учёбы возвращается вместе со своим приятелем Карлом Юльке в родной город, расположенный на Эльбе. На вокзале он видит группу эмигрантов, которые направляются в Америку. Он мучительно осознаёт, что лучшая часть немецкой крови пропадёт. Некоторое время спустя Петерс едет к своему дяде, который, являясь английским гражданином, проживает в Лондоне. Здесь знакомится с британской колониальной политикой. В клубе на Пикадилли его оскорбляют как немца, на что Петерс отвечает пощечиной. Вернувшись в Берлин, главный герой произносит пламенную речь о необходимости для Германии колоний в только что созданном Немецком колониальном союзе: «Я хотел бы открыть мир для немцев». Во время его выступления английский шпион делает заметки на манжете. Поскольку председатель союза граф Гогенлоэ намеревается печься только о собственных колониях, возникает беспорядок. Граф Пфайль и тайный советник Кейзер, являющийся сотрудником министерства иностранных дел, полагают, что именно Петерс ответственен за это «представление». По ходу фильма выясняется, что советник Кейзер является гнусным интриганом и темной личностью. Он ведет себя совершенно не по-немецки. На самом деле он оказывается евреем и втайне ото всех действует заодно со своим братом Юлием, который является редактором социал-демократической газеты «Форвартс» («Вперед»). Эта газета во имя сохранения хороших отношений с Англией намерена отказаться от всех немецких колоний. Не имея никакой поддержки со стороны правительства, Петерс, Юльке и граф Пфайль направляются в свою первую экспедицию, которая стартовала из Занзибара. Они разгоняют арабских торговцев рабами, когда те с одобрения англичан начинают охоту на «чёрную слоновую кость». Многочисленные негритянские племена радостно встречают Петерса, который приветствует их от имени немецкого кайзера. Этим племенам предоставляются защитные грамоты, которые коварные англичане пытаются похитить. И вновь в Германии тайный советник Кейзер предостерегает Петерса: «Это очень опасно — взлетать к звездам». — «Однако это очень красиво», — звучит ответ. Эти слова впечатляют кайзера Вильгельма I и Бисмарка, от которых Петерс получает необходимое обеспечение нового экспедиционного предприятия. Его личное мужество и вера в идею позволяют вернуться в 1890 году очередной экспедиции с новыми выгодными договорами. Братья Кейзера говорят по поводу успеха Петерса: «Чем выше обезьяна залезает, тем дальше она видит». В итоге главного героя назначают на пост имперского комиссара колоний Восточной Африки. Однако теперь его деятельность полностью контролируется Кейзером. Петерса это не устраивает, он намерен отказаться от поста Однако граф Пфайль говорит главному герою: «Таким парням, как ты, не пристало дезертировать». После этого Петерс бросает домашний уют и направляется в Восточную Африку. Однако подлые англичане не дают ему покоя. Они предательски провоцируют убийство Карла Юльке, верного товарища Петерса. По обвинению в убийстве Петерс задерживает двух негров. Чтобы предотвратить задуманное англичанами восстание, их по приказу Петерса вешают. Берлинская социал-демократия торжествует: Петерс превысил свои полномочия. Теперь ему предстоит оправдываться перед рейхстагом. Несколько ранее в Берлине английский посол предлагает ему ключевое положение в британской колониальной службе, так как Петерс лишился своего поста в Германии. Ему предлагается оставить чувства и трезво взглянуть на ситуацию. Петерс отвечает: «Мои чувства — это часть моего национального бытия. Там, в Африке, осталась могила моего друга Юльке, на которой написано: „Пал во имя Германии“». Петерс отказывается от поступившего предложения. В рейхстаге его ожидают беснующиеся депутаты. Социал-демократы почти в открытую представляют интересы Англии. Петерс безуспешно пытается защищаться. Он одиноко противостоит разъярённой толпе: «Я ответственен только перед самим собой и Германией». Наконец он разочарованно бросает: «Несчастная Германия, ты самый большой враг для самой себя». Он покидает рейхстаг. Снаружи его ожидает старушка-мать: «Мой Карл, мой Карл». Она просит его вернуться домой. Соглашаясь, Петерс склоняет ей голову на грудь. На заднем плане сияет триумфальная колонна. Смысл фильма предельно ясен. Карл Петерс, белокурый герой с бакенбардами и отеческой улыбкой, прибывает из Германии, чтобы протянуть руку помощи угнетённым западной цивилизацией народам Африки. Снабжённый всеми добродетелями, которые были присущи героям Ханса Альберса, Петерс является на экране великодушным, мужественным и справедливым человеком, которому по плечу управляться с великими делами. Как дальновидный колонизатор, он проповедует с экрана идеи экспансии, которые были созвучны идеям Гитлера: «При разделе мира, который шёл с XV века, немецкой нации не досталось ничего… Эти приобретения могут сделать жёсткие и уверенные в себе мужчины. Они не похожи на англичан, которые супят брови, завидев мятые складки на своих брюках». Как и подобает немецким фильмам эпохи войны, англичане являются врагами. В кино они предстают кучкой вульгарных типов, коварных шпионов и подлых работорговцев, которые хотят лишить Германию колоний, оставив её в прежних границах. Но зрителю внушалось, что есть ещё более опасные «враги» — это евреи и предатели национальных интересов (обычно их изображали социал-демократами). Фильм «Карл Петерс» был не просто экранизированной биографией. Есть в фильме один важный эпизод, когда социал-демократы вызывают в рейхстаг чернокожего епископа, являющегося английским агентом, чтобы тот свидетельствовал против Петерса. Петерс требует вызвать своего свидетеля, немца по национальности. Его прерывает социал-демократический депутат. Он заявляет: «Мы — Германия, так как мы её народ». Здесь Петерс переходит на «арийскую язвительность»: «Они — народ? Извините, не мог этого предвидеть». Но фактическая ирония крылась в том, насколько оказалась в фильме искажена реальная судьба Карла Петерса. Он был человеком с неопределёнными занятиями. В 1887 году он предстал перед рейхстагом из-за жестокости в обращении с туземцами. Несколько ранее, в Англии, он основал Немецко-английское общество эксплуатации золотоносных земель Родезии. В Германию он вернулся только накануне Первой мировой войны. Но про все эти подробности и исторические детали во время съёмок фильма в 1940 году предпочли забыть. Этот исторический подлог полностью соответствовал идее министра внутренних дел Фрика, который 3 октября 1933 года предложил считать истиной все то, что служило немецкому народу.

## В ролях
- Ханс Альберс — Карл Петерс
- Карл Даннеман — доктор Карл Юльке
- Фриц Адамар — граф Пфайль
- Герберт Хюбнер — советник Лео Кейзер
- Мохамед Хусен — Рамасан
- Тони фон Букович — фрау Петерс
- Вильгельм Петер Крюгер — старик Вильгельм
- Джек Тревор — британский консул в Занзибаре
- Теодор Тони — доктор Николаус
- Эндрюс Энгельман — капитан Мэтью
- Эрнст Фриц Фюрбрингер — граф Вер-Банделин
- Эрика фон Тельман — фрау Кайзер
- Фридрих Ульмер — принц Гогенлоэ-Лангенберг
- Ханс Ляйбельт — профессор Карл фон Энгель
- Райнхольд Паш — капитан Гринвуд-Беренс
- Тео Шалль — Роберт Митчелл
- Филипп Мэннинг— сэр Энтони Серри
- Ханс Мирендорф — консул Освальд, граф Занзибаре
- Рольф Праш — кайзер Вильгельм
- Фридрих Отто Фишер — Отто фон Бисмарк
- Райнхольд Бернт — Хансен
- Рихард Людвиг — посол Великобритании в Германии
- Арут Вартан — работорговец
- Юстус Пэрис — Юлиус Кайзер
- Леа Ниако — танцовщица
- Майкл Симо — танцор
- Али Гито — миссис Уилсон
- Фред Гебель — мистер Кендалл
- Карл Юстель — покровитель клуба
- Вальтер Нойзель — Джонни
- Андре де Сен Жермен — капитан Беккер
- Георг Генрих Шнелль — Стейси
- Льюис Броуди — вождь Маджи-Маджи

## Контекст нацистской пропаганды
Фильм был призван спровоцировать новый гнев по поводу Версальского договора: немецкая колониальная империя кайзера, третья по величине в мире, была разделена между победившими союзниками после Первой мировой войны. Несколько грубая атака фильма о Британской империи типичен для более поздних фильмов, таких как «Дядюшка Крюгер», которые были сняты после того, как Гитлер пришёл к выводу, что сепаратный мир с Британией невозможен. По иронии судьбы, однако, британские колониальные чиновники изображены гораздо более сочувственно, чем государственные служащие и избранные политики Германской империи, уволившие Карла Петерса.

## Оценки
С художественной точки зрения режиссура фильма оставляла желать лучшего. Равно как и изображение постоянной конфронтации «хороших» немцев и «плохих» англичан. Зельпин в некоторых эпизодах сжал важные для сюжета моменты буквально до нескольких минут. Некоторые эпизоды вообще не имеют никакого значения. Это относится, например, к английскому клубу. В этой сцене были показаны только два танцора, которые танцевали вальс. Весь фильм обнаруживает явный недостаток единого стиля. Нередко джунгли изображали две-три не самые большие пальмы да виднеющаяся на заднем плане нарисованная вершина Килиманджаро. Впрочем, в фильме были и очень сильные сцены, например восстание Маджи-Маджи. Для съемок этого эпизода было задействовано около тысячи статистов (из Имперской службы труда). В целом же (если отбросить идеологию и национал-социалистическую пропаганду) фильм «Карл Петерс» напоминал не самый качественный вариант черно-белого «Тарзана» и даже в Германии не пользовался особой популярностью.